# Temple d'Hera (Paestum)
El temple d'Hera o Herèon de Pèstum, l'antiga colònia grega de Posidònia, va ser construït al voltant de l'any 550 aC per colons grecs, i és el temple més antic que es conserva a l'antiga ciutat. És un edifici robust i sobri; les seues columnes gruixudes mostren grans àbacs i equins.
Els arqueòlegs del segle xviii l'anomenaren «la Basílica», perquè cregueren erròniament que era un edifici romà. Una basílica de l'època romana era un edifici civil, no religiós; l'estudi de les seues inscripcions revelà que allí s'hi adorava la dea Hera. Més tard, es va descobrir un altar a l'aire lliure, a la part davantera del temple, lloc usual on situaven els antics grecs els altars perquè els fidels poguessin assistir als rituals i sacrificis, sense entrar a la cel·la.
Just al sud de les muralles de la ciutat, en un lloc encara anomenat Santa Venera, s'hi van trobar al santuari, una sèrie de petites estatuetes d'ofrenes de figuretes de terracota de torsos femenins nus que porten el polos, la lligadura de les dees d'Anatòlia i Síria, que daten de la primera meitat del segle vi aC; van ser trobades al santuari; d'altres de similars han estat trobades en altres santuaris de Pèstum durant les excavacions de la dècada de 1980, tot i que aquestes figures són molt poc habituals al Mediterrani occidental. El tèmenos a l'aire lliure s'establí al principi de l'ocupació grega: i no es va construir cap temple fins a principis del segle v aC.
Una dea nua és una figura estranya en la cultura grega abans de la famosa Afrodita de Cnidos de Praxíteles, al segle IV aC. Les analogies iconogràfiques poden buscar-se en el culte a la fenícia Astarte i a la xipriota Afrodita. «En llocs on els grecs i fenicis entraren en contacte, sovint existeix una superposició de persones entre les dues deïtats». Durant l'època romana, les inscripcions trobades deixen clar que el culte es reservà a la dea Venus.

## Arquitectura
El temple, dòric, perípter, eneàstil, que pertany a l'arquitectura de l'època arcaica, conserva en l'actualitat la perístasi completa de 9 x 18 columnes (incloses les acantonades), l'arquitrau, part del fris i els fonaments de la cel·la.
En total, la perístasi té 50 columnes, i en tenir nou columnes al lateral curt, que és inusual, denota el model arcaic de l'edifici i obliga a tenir una columnata axial a la cella. En aquest cas, són vuit columnes, de les quals, les dels extrems estan unides a les parets interiors del naos. A més a més, disposa d'un pronaos amb tres columnes entre antes, i un opistòdom.
Les dimensions de la planta són de 24,5 X 54,3 m i respecta el model d'analogia grega. El traçat respon a la proporció 4 X 9, que és la mateixa que la del Partenó, la cella té la proporció 2 X 7 i el naos 2 X 5.
És un cas singular en l'arquitectura dòrica, ja que la decoració del collarí del capitell dòric està disposta amb fulles i beines a l'equí rodejat per flors de lotus i rosetes. Aquesta decoració es deriva de models micènics. La coronació del temple estava realitzada amb terracota pintada de falses canaletes amb cap de lleó i acabava amb antefixes en forma de palmeta.
Les columnes, de 4,68 m d'alçada, tenen una èntasi molt clara, mentre que l'equí del capitell és molt aplatat i l'àbac molt allargat.